# San Girolamo penitente (Lotto Sibiu)
San Girolamo penitente è un dipinto a olio su tavola (55,8x40 cm) di Lorenzo Lotto, datato al 1513-1514 circa e conservato nel Museo Brukenthal di Sibiu. È firmato LAUREN/LOTUS in basso a destra.

## Storia
Attribuito ai primissimi anni bergamaschi, fresco di suggestioni romane, il piccolo San Girolamo fece parte delle collezioni del barone Samuel von Brukenthal. Nel 1948 fu confiscato ed esposto nel Museo nazionale di arte rumeno a Bucarest, dove restò fino al 2006.

## Descrizione e stile
In un paesaggio boscoso, san Girolamo compie il suo eremitaggio studiando le Sacre Scritture, pregando il crocifisso e resistendo alle tentazioni della carne mortificandosi con una pietra, con la quale soleva percuotersi il petto. Lotto rappresentò il santo in un eccezionale slancio diagonale, proteso verso la croce che regge con la sinistra ed evidenziato da due panni: uno di blu oltremare sfumato in azzurro, che gli avvolge il corpo, e uno rosso, che copre l'altare improvvisato su un gradino roccioso. Il rosso, abbandonato in terra, simboleggia anche l'abito vescovile a cui il santo rinunciò, per umiltà. I quattro libri simboleggiano i Vangeli, che Girolamo tradusse in latino nella Vulgata. Il santo ha una posa contorta e un'espressione drammatica, che simboleggiano il suo tormento interiore. 
Sparsi nella lussureggiante vegetazione, creata con reminiscenze delle stampe tedesche, si trovano vari simboli e attributi. Il leone amico del santo si trova in posizione defilata e sembra sorvegliare contro le influenze sataniche. Simboli del peccato si trovano infatti qua e là: due serpentelli vicino al cespuglio, simbolo dell'intreccio tra bene e male, uno scorpione, simbolo di odio (che usa il suo veleno in modo arbitrario), una locusta, simbolo di rapacità poiché divora tutto ciò che può. Si vede poi un teschio di uccello, allusione alla morte ma anche alla stoltezza. 
La locusta è raffigurata in una misura sproporzionata rispetto alla scena, come se si fosse posata sulla tela mentre vi era l'osservatore, volendo quindi raffigurare la realtà, e il tempo, due mondi che s'incontrano sulla tela, un illusorio salto dalla realtà virtuale a quella fisica.
In lontananza si intravede un castello, sfumato dolcemente secondo i principi della prospettiva aerea. Curatissimo è il bilanciamento cromatico, con un preponderante verde, in cui si intonano i vari elementi azzurri, bruni, rossi.